# 驚惡先生
驚惡先生（英語：Mister Sinister），又名凶兆先生，本名納撒尼爾·埃塞克斯（Nathaniel Essex），是漫威漫畫中的虛構超級反派角色，由作家克里斯·克雷蒙和藝術家馬克·西爾維斯特里所創作。驚惡先生於《Uncanny X-Men》#221中首次登場。
IGN將驚惡先生列為漫畫反派百強排名第29名。2008年，漫威漫畫將驚惡先生列為X戰警反派十強排名第6名。

## 人物
納撒尼爾·埃塞克斯（Nathaniel Essex）是一名出生於英國的基因遺傳學家，他提出人類在進化時可能會產生突變，在不久的未來後可能會出現一大批變種人的理論。為了證明自己的理論是正確的，埃塞克斯僱用掠奪者尋找實驗對象，卻因此喚醒了沉睡中的變種人祖宗天啟。天啟改變了埃塞克斯的遺傳基因，把他變成一位變種人，而且擁有長壽的生命、心靈感應和念力等能力，並自稱為「驚惡先生」。
其後，驚惡先生創造出琴·葛雷的複製人瑪德琳·普萊爾並安排她與獨眼龍結婚，目的就是想利用他們的孩子機堡來打敗天啟。

## 其他媒體

### 電影
X戰警電影系列
- 《X戰警：天啟》的片尾彩蛋中，幾個黑衣人來到曾囚禁着金鋼狼的軍事基地，並把貼在牆上的X光片和印着「Weapon X」的血液放在手提箱，而手提箱上的銘牌就是驚惡先生的「Essex Corp.」。賽門·金柏格曾透露驚惡先生未來將可能出演任何一部《X戰警》電影，包括《金牌手》[3]。

### 電視
- 《X戰警》：由克里斯托弗·布里頓（英语：Christopher Britton (actor)）配音。
- 《金鋼狼與X戰警（英语：Wolverine and the X-Men (TV series)）》：由克蘭西·布朗配音。

### 遊戲
- 《X戰警2：金鋼狼的復仇（英语：X2: Wolverine's Revenge）》，電子遊戲。
- 《X戰警傳奇2：天啟降臨（英语：X-Men Legends II: Rise of Apocalypse）》，電子遊戲。
- 《X戰警：金鋼狼（英语：X-Men Origins: Wolverine (video game)）》，電子遊戲。
- 《死侍（英语：Deadpool (video game)）》，電子遊戲[4]。
- 《Marvel：復仇者聯盟（英语：Marvel: Avengers Alliance）》，網絡遊戲。
- 《漫威：未來之戰》：手機遊戲，驚惡先生是玩家可使用角色之一。

## 外部連結
- Mister Sinister （页面存档备份，存于）於Marvel.com
- 漫画书数据库：Mister Sinister
- Mister Sinister （页面存档备份，存于） 超級英雄數據庫